# 顯額劣柱蝦
顯額劣柱蝦（学名：Chirostylus rostratus）为劣柱蝦科劣柱蝦屬下的一个种。